# Фуријеов ред
Фуријеов ред је математичка операција којом се периодична функција разлаже на своје „спектралне компоненте“ ради једноставније анализе. Неколико првих чланова таквог развоја се у техници често узимају као веома корисна врста апроксимације. Дискретна Фуријеова трансформација претвара дискретне вредности (вектор) у Фуријеове коефицијенте. Непрекидна Фуријеова трансформација ради то исто са функцијом. Назив је добила по француском математичару Жозефу Фуријеу (1768—1830).
У математици, Фуријеов ред раставља периодичну функцију у суму једноставних осцилаторних функција, то јест, у синусе и косинусе. Проучавање Фуријеових редова је грана Фуријеове анализе. Фуријеове редове увео је Фурије у сврху решавања топлотне једначине у металној плочи. Ово је довело до револуције у математици, подстичући математичаре да преиспитају темеље математике, из чега је произашло до многих модерних теорија, као што је Лебегова интеграција.
Топлотна једначина је парцијална диференцијална једначина. Пре Фуријеовог рада, није постојало познато решење топлотне једначине у општом случају, иако су појединачна решења била позната ако се извор топлоте понашао на једноставан начин, на пример, ако је топлотни извор био синусни или косинусни талас. Ове једноставне ситуације се понекад називају сопствена решења. Фуријеова идеја је била да се узме компликовани извор топлоте као суперпозиција (или линеарна комбинација) једноставних синусних и косинусних таласа, те да се решење напише као суперпозиција одговарајућих сопствених решења. Ова суперпозиција или линеарна комбинација назива се Фуријеов ред.
Иако је првобитна мотивација била да се риши топлотна једначина, касније је постало очито да иста техника може бити примењена на широк спектар математичких и физичких проблема. Основне резултате лако је разумети користећи се модерном теоријом.
Фуријеови редови имају много примена у електротехници, анализи вибрација, акустици, оптици, обради сигнала, обради слика, квантној механици, и тако даље.

## Историјски развој
Фуријеов ред добио је назив у част Жозефа Фуријеа (1768-1830), који је дао важан допринос проучавању тригонометријских редова, након почетних проучавања од стране Леонарда Ојлера, Жана ле Рон д'Аламбера и Данијела Бернулија. Ову је технику применио је како би пронашао решење топлотне једначине, а своје почетне резултате објавио је 1807. и 1811. године, док је Théorie analytique de la chaleur објавио 1822. године.
Са модерног стајалишта, Фуријеови резултати су, на неки начин, неформални, због непрецизног означавања функције и интеграла у раном 19. веку. Касније, Дирихле и Риман изразили су Фуријеове резултате са већом прецизношћу и формалношћу.

### Револуционарни чланак
| „ | {\displaystyle \varphi (y)=a\cos {\frac {\pi y}{2}}+a'\cos 3{\frac {\pi y}{2}}+a''\cos 5{\frac {\pi y}{2}}+\cdots .} Множећи обе стране са {\displaystyle \cos(2i+1){\frac {\pi y}{2}}}, а затим их интегрисати у границама од {\displaystyle y=-1} до {\displaystyle y=+1}, даје: {\displaystyle a_{i}=\int _{-1}^{1}\varphi (y)\cos(2i+1){\frac {\pi y}{2}}\,dy.} | ” |

У ових неколико линија, које су јако блиске модерном формализму кориштеном код Фуријеових редова, Фурије је ненамерно довео до револуције у математици и физици. Иако је сличне тригонометријске редове претходно користио Ојлер, д'Аламбер, Данијел Бернули и Гаус, Фурије је веровао да такви тригонометријски редови могу да представлају произвољне функције. Иако ово није тачно, покушаји током много година како би се ова идеја класификовала довели су до важних открића у теоријама конвергенције, функционалних простора и хармонијске анализе.
Када је Фурије објавио свој рад 1807. године, комитет (којег су, између осталих, чинили не мање значајни математичари Лагранж, Лаплас, Малус и Лежандр) је закључио: ...начин на који аутор стиже до ових једначина није ослобођен од потешкоћа и [...]  његова анализа да их интегрише још увек оставља нешто што би било тражено као резултат већине, па чак и строгост.

### Рођење хармонијске анализе
Од Фуријеовог времена, откривено је мноштво различитих приступа за дефинисање и разумевање концепта Фуријеових редова, при чему су сви доследни једни другима, али где сваки наглашава различите аспекте ове тематике. Неки од моћнијих и елегантнијих проступа су базирани на математичких идејама и алатима који нису били доступни у време када је Фурије завршио свој оригинални рад. Фурије је, оригинално, дефинисао Фуријеов ред за функције реалне вредности реалних аргумената, те је користио синусне и косинусне функције као базни скуп за развијање.
Од тада су дефинисане многе друге трансформације везане за Фуријеа, проширујући почетну идеју на друге примене. Ово општо подручје испитивања се сада, понекад, назива хармонијска анализа. Фуријеови се редови, међутим, могу користити само за периодичне сигнале.

## Математичка основа
Узмимо неку периодичну функцију {\displaystyle f(t)\,} са периодом T, за коју важи {\displaystyle f(t+T)=f(t)\,}.
Због периодичности можемо да је разделимо на N синус и косинус функција:
{\displaystyle f(t)=A_{0}+A_{1}\cos(\omega t+\varphi _{1})+A_{2}\cos(2\omega t+\varphi _{2})+\ldots +A_{N}\cos(N\omega t+\varphi _{N})=\sum _{n=0}^{N}A_{n}\cos(n\omega t+\varphi _{n}).}, {\displaystyle \omega :=2\cdot \pi \cdot freq}, где је {\displaystyle freq} основна фреквенција, односно хармоник.
Треба имати на уму да је синус само косинус са фазним померајем:
{\displaystyle f(t)=\sum _{n=0}^{N}A_{n}\cos(n\omega t+\varphi _{n})=A_{0}+\sum _{n=1}^{N}(A_{n}\cos \varphi _{n}\cdot \cos(n\omega t)-A_{n}\sin \varphi _{n}\cdot \sin(n\omega t))}
Када дефинишемо {\displaystyle a_{0}:=A_{0}\,}, а потом {\displaystyle a_{n}:=A_{n}\cos \varphi _{n}} и {\displaystyle b_{n}:=A_{n}\sin \varphi _{n}} добијамо исти израз, овог пута без фазе:
{\displaystyle f(t)=a_{0}+\sum _{n=1}^{N}(a_{n}\cos(n\omega t)-b_{n}\sin(n\omega t)).}
Зашто се не узима tan или рецимо cosh? Зашто баш cos и sin? Разлог је ортогоналност sin и cos функција. 
{\displaystyle \cos(t)\cdot \sin(t)=\int _{0}^{2\pi }\cos(t)\cdot \sin(t){d}t=0}
Идеја иза фуријеове трансформације је следећа: цео простор који има „нормалне“ осе трансформишемо у простор у коме су нове ортогоналне осе косинус и синус таласи и њихови виши хармоници. Сигнал који трансформишемо је само једна тачка (месни вектор), а вредности на свакој оси су амплитуде сваког хармоника појединачно ({\displaystyle [A_{0},\ldots ,A_{N}]}). 
Сада се укључује Ојлеров идентитет уз помоћ кога ове тригонометријске функције можемо да заменимо комплексним панданима:
{\displaystyle \cos(x)={\frac {1}{2}}\left(e^{\mathrm {i} x}+e^{-\mathrm {i} x}\right)} и {\displaystyle \sin(x)={\frac {1}{2\mathrm {i} }}\left(e^{\mathrm {i} x}-e^{-\mathrm {i} x}\right)}
Из тога даље следи
{\displaystyle f(t)=a_{0}+\sum _{n=1}^{N}{\frac {1}{2}}\left(a_{n}(e^{\mathrm {i} n\omega t}+e^{-\mathrm {i} n\omega t})-{1 \over \mathrm {i} }b_{n}(e^{\mathrm {i} n\omega t}-e^{-\mathrm {i} n\omega t})\right)}
{\displaystyle =a_{0}+\sum _{n=1}^{N}{\frac {1}{2}}\left(a_{n}(e^{\mathrm {i} n\omega t}+e^{-\mathrm {i} n\omega t})+\mathrm {i} b_{n}(e^{\mathrm {i} n\omega t}-e^{-\mathrm {i} n\omega t})\right)}
{\displaystyle =a_{0}+\sum _{n=1}^{N}{\frac {1}{2}}\left((a_{n}+\mathrm {i} b_{n})e^{\mathrm {i} n\omega t}+(a_{n}-\mathrm {i} b_{n})e^{-\mathrm {i} n\omega t}\right)}
Заменимо реалне коефицијенте комплексним: 
{\displaystyle c_{0}:=a_{0}\,}, {\displaystyle c_{n}:={\frac {1}{2}}(a_{n}+\mathrm {i} b_{n})} и {\displaystyle c_{-n}:={\frac {1}{2}}(a_{n}-\mathrm {i} b_{n})={\overline {c_{n}}}}
добијамо суму са негативним индексима:
{\displaystyle f(t)=\sum _{k=-N}^{N}c_{k}e^{\mathrm {i} k\omega t}}
Такође, не треба губити из вида да су {\displaystyle e^{\mathrm {i} jt}} функције исто ортонормалне базе (сваки вектор који представља осу има дужину 1 и нормалан је у односу на све остале векторе):
У случају {\displaystyle j=k}
{\displaystyle (e^{\mathrm {i} jt},e^{\mathrm {i} jt})={\frac {1}{2\pi }}\int _{0}^{2\pi }e^{\mathrm {i} jt}{\overline {e^{\mathrm {i} jt}}}dt={\frac {1}{2\pi }}\int _{0}^{2\pi }e^{\mathrm {i} jt}e^{-\mathrm {i} jt}dt={\frac {1}{2\pi }}\int _{0}^{2\pi }1dt=1}
А за {\displaystyle j\neq k} важи: 
{\displaystyle (e^{\mathrm {i} jt},e^{\mathrm {i} kt})={\frac {1}{2\pi }}\int _{0}^{2\pi }e^{\mathrm {i} jt}{\overline {e^{\mathrm {i} kt}}}dt={\frac {1}{2\pi }}\int _{0}^{2\pi }e^{\mathrm {i} jt}e^{-\mathrm {i} kt}dt={\frac {1}{2\pi }}\int _{0}^{2\pi }e^{\mathrm {i} (j-k)t}}
{\displaystyle ={\frac {1}{2\pi \mathrm {i} (j-k)}}\left[e^{\mathrm {i} (j-k)t}\right]_{0}^{2\pi }={\frac {1}{2\pi \mathrm {i} (j-k)}}\left(e^{\mathrm {i} (j-k)2\pi }-1\right)=}
{\displaystyle ={\frac {1}{2\pi \mathrm {i} (j-k)}}\cdot 0=0}

## Фуријеови редови
Но, желимо сада да неку периодичну и непрекидну функцију приближно израчунамо уз помоћ суме тригонометријских функција (конкретно: косинуса и синуса). Видели смо како можемо да дођемо до {\displaystyle c_{j}}; горњу једначину множимо са {\displaystyle e^{-\mathrm {i} m\omega t}} и напослетку интегралимо са обе стране по интервалу [0,T] односно у трајању једне периоде:
{\displaystyle e^{-\mathrm {i} m\omega t}f(t)=\sum _{n=-N}^{N}c_{n}\left(e^{\mathrm {i} (n\omega t)}e^{-\mathrm {i} m\omega t}\right)=\sum _{n=-N-m}^{N-m}c_{n+m}e^{\mathrm {i} (n+m)\omega t-\mathrm {i} m\omega t}=\sum _{n=-N-m}^{N-m}c_{n+m}e^{\mathrm {i} n\omega t}}
{\displaystyle \Leftrightarrow \int _{0}^{T}e^{-\mathrm {i} m\omega t}f(t)dt=\sum _{n=-N-m}^{N-m}c_{n+m}\int _{0}^{T}e^{\mathrm {i} n\omega t}dt}
За интеграле са десне стране важи:
када је n=0: {\displaystyle \int _{0}^{T}e^{\mathrm {i} 0\omega t}dt=\int _{0}^{T}e^{0}=\left[1\right]_{0}^{T}=T}
а када је n≠0: {\displaystyle \int _{0}^{T}e^{\mathrm {i} n\omega t}dt=\left[{\frac {1}{\mathrm {i} n\omega }}e^{\mathrm {i} n\omega t}\right]_{0}^{T}} {\displaystyle ={\frac {1}{\mathrm {i} n\omega }}(e^{\mathrm {i} n\omega T}-1)}
Из {\displaystyle \omega T=2\pi } следи {\displaystyle e^{\mathrm {i} n\omega T}=(e^{2\pi \mathrm {i} })^{n}=1}, а то даље можемо да применимо на горенаведени интеграл: 
{\displaystyle \int _{0}^{T}e^{\mathrm {i} n\omega t}dt=0}
На крају се цела рачуница упрошћава:
{\displaystyle \int _{0}^{T}f(t)e^{-\mathrm {i} m\omega t}dt=\sum _{n=-N-m}^{N-m}c_{n+m}\int _{0}^{T}e^{\mathrm {i} n\omega t}dt}
{\displaystyle =\sum _{n=-N-m}^{-1}c_{n+m}\int _{0}^{T}e^{\mathrm {i} n\omega t}dt+c_{m}\cdot \int _{0}^{T}e^{\mathrm {i} 0\omega t}dt+\sum _{n=1}^{N-m}c_{n+m}\int _{0}^{T}e^{\mathrm {i} n\omega t}dt}
{\displaystyle =0+c_{m}T+0=c_{m}T=\int _{0}^{T}f(t)e^{-\mathrm {i} m\omega t}dt}
{\displaystyle \Leftrightarrow c_{m}={\frac {1}{T}}\int _{0}^{T}f(t)e^{-\mathrm {i} m\omega t}dt.}
У целом рачуну нека нас не збуњује коришћење променљиве {\displaystyle m}, њена сврха је пуко упрошћавање једначине. Све је стога само досетљивост, односно уметност како написати једно те исто на другачији начин. 
На крају, Фуријеов ред дефинишемо:
{\displaystyle f_{N}(t)=\sum _{n=-N}^{N}c_{n}e^{in\omega t}}

## Конвергентност Фуријеовог реда
Фуријеов ред конвергира ка многим функцијама; ту спадају поред осталих све функције које имају извод или су квадратно интеграбилне (L2 простор). 
Претпоставимо да је {\displaystyle f(t)} једна таква функција. Када наместимо {\displaystyle N\rightarrow \infty }, онда она такође може да се напише и овако:
{\displaystyle f(t)=\sum _{n=-N}^{N}c_{n}e^{\mathrm {i} n\omega t}=\sum _{n=-N}^{N}{\frac {1}{T}}(\int _{0}^{T}f(t)e^{-\mathrm {i} n\omega t}dt)\cdot e^{\mathrm {i} n\omega t}=\sum _{n=-N}^{N}{\frac {e^{\mathrm {i} n\omega t}}{T}}\cdot \int _{0}^{T}f(t)e^{-\mathrm {i} n\omega t}dt}
{\displaystyle f(t)=\sum _{n=-\infty }^{\infty }{\frac {e^{\mathrm {i} n\omega t}}{T}}\cdot \int _{0}^{T}f(t)e^{-\mathrm {i} n\omega t}dt}